# Luigi Radice (pilota motonautico)
Luigi Radice (Milano, 24 aprile 1950) è un pilota motonautico italiano, campione mondiale di offshore.
Di professione medico, con varie passioni sportive, si avvicina alla motonautica partecipando a gare in circuito con catamarani da 850 cc (da ricordare il 3º posto ottenuto alla "6 ore di Parigi"), Dopo queste esperienze si dedica unicamente all'offshore.
Nel 1982 vince il campionato europeo a Poole, nel Regno Unito ed il mondiale a Cowes.
Nel 1983 conquista il titolo italiano e si riconferma campione del mondo a Catania.
Nel 1984 vince nuovamente il titolo italiano e si classifica secondo in Coppa del Mondo.
Nel 1982 riceve la medaglia d'oro al valore atletico.
Nel 1983 gli viene conferito il premio "Chevron-Sportman dell'anno 1983", massimo riconoscimento per un pilota motonautico italiano.